# Cantó de Lamure-sur-Azergues
El cantó de Lamure-sur-Azergues era una divisió administrativa francesa del departament del Roine. Comptava amb 10 municipis i el cap era Lamure-sur-Azergues. Va desaparèixer el 2015.

## Municipis
- Chambost-Allières
- Chénelette
- Claveisolles
- Grandris
- Lamure-sur-Azergues
- Poule-les-Écharmeaux
- Ranchal
- Saint-Bonnet-le-Troncy
- Saint-Nizier-d'Azergues
- Thel

| Data d'elecció                           | Identitat        | Partit                           | Qualitat |
| ---------------------------------------- | ---------------- | -------------------------------- | -------- |
| 1945-1957                                | Laurent Bonnevay | Droite Républicaine              |          |
| 1957-1979                                | Jean Salque      | MRP, després CD, després UDF-CDS |          |
| 1979-2004                                | François Chavant | Divers droite                    |          |
| 2004-2015                                | Denis Longin     | Centrista                        |          |
| les dades anteriors no són pas conegudes |                  |                                  |          |